# Добре дошли в Музпорт
„Добре дошли в Музпорт“ (на английски: Welcome to Mooseport) е политическа сатира от 2004 г. на режисьора Доналд Петри, с участието на Рей Романо и Джийн Хекман (в последната му филмова роля).